# Henry Winkler
Henry Franklin Winkler (New York, 30 ottobre 1945) è un attore, regista, produttore cinematografico, comico, produttore televisivo e scrittore statunitense, principalmente noto per aver impersonato il ruolo di Arthur "Fonzie" Fonzarelli nella popolare sitcom Happy Days (1974-1984) e i vari derivati come Fonzie e la Happy Days Gang (1980-1981).

## Biografia

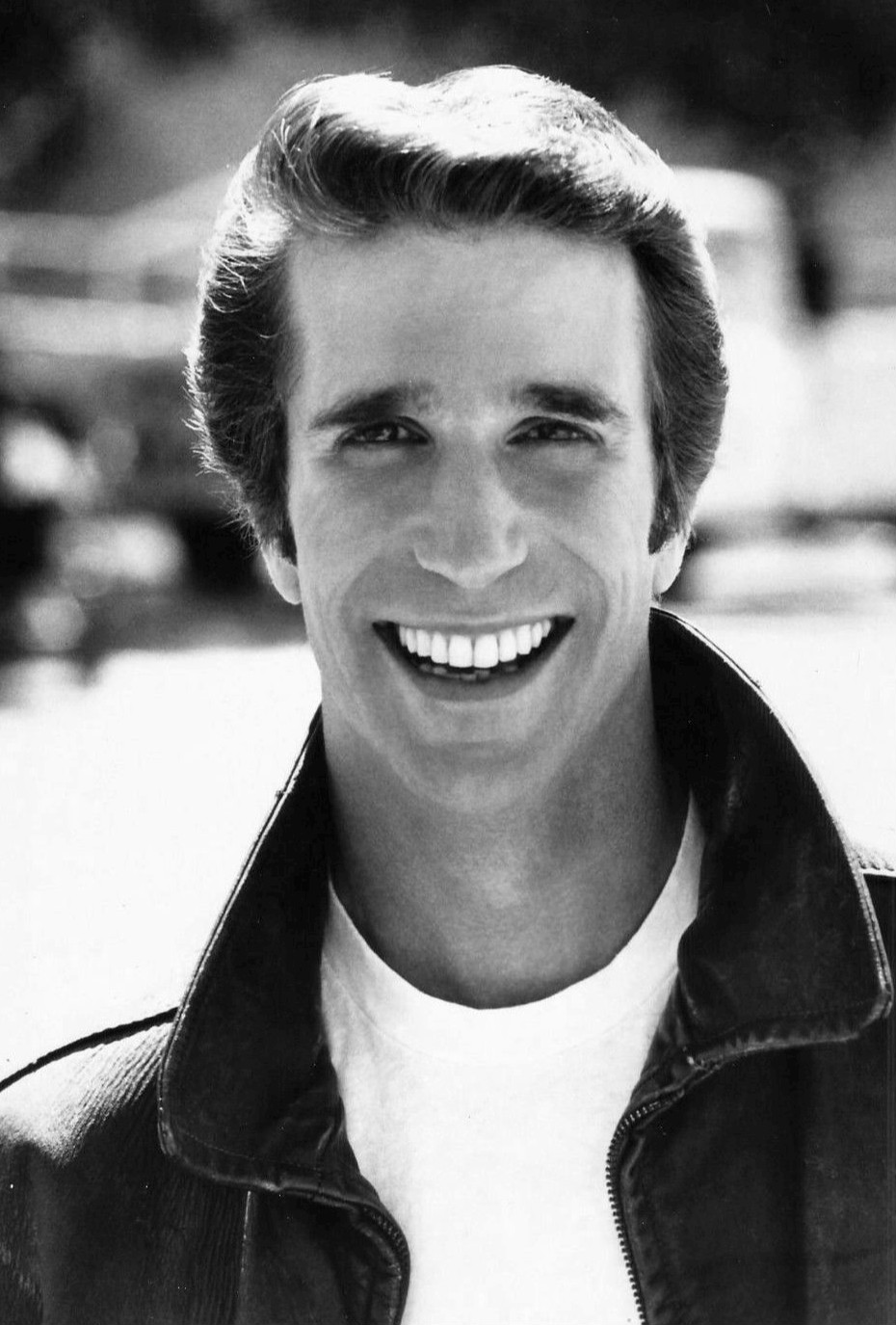
Henry Winkler interpreta Fonzie in Happy Days (1977)

Nasce a Manhattan, borough di New York, il 30 ottobre 1945, figlio di Harry Irving Winkler e di Ilse Anna Maria Hadra, ambedue immigrati tedeschi di religione ebraica, giunti negli Stati Uniti d'America nel 1939, allo scoppio della seconda guerra mondiale; il padre era il dirigente di una segheria. Frequenta la McBurney School e consegue la laurea all'Emerson College nel 1967, per poi ottenere un Master in Belle Arti alla Yale School of Drama nel 1970. Nel 1978 l'Emerson College gli concede un dottorato honoris causa in Lettere, iniziativa poi emulata anche dall'Austin College.
Gli fu proposto il ruolo di Danny Zuko nel film Grease (Brillantina) ma rifiutò la parte, che fu assegnata a John Travolta.
Durante il decennio di produzione di Happy Days, Winkler recita anche in altri film. Conclusa la serie, la sua carriera di attore si interrompe momentaneamente e si concentra nella produzione e nella regia. Produce molti telefilm come MacGyver, Storie incredibili e Mr. Sunshine e dirige film come Alla scoperta di papà (1988) con Billy Crystal e Un piedipiatti e mezzo (1993) con Burt Reynolds.

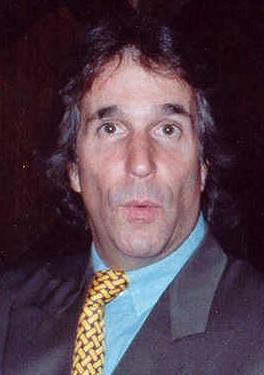
Henry Winkler a Los Angeles per un progetto sull'AIDS nel 1990

A partire dagli anni novanta partecipa come attore in Scream (1996), Waterboy (1998), Pazzo di te! (2000), Holes - Buchi nel deserto (2003), Cambia la tua vita con un click (2006) e Zohan - Tutte le donne vengono al pettine (2008). Dal 2003 al 2006 partecipa alla serie televisiva Arrested Development - Ti presento i miei, nel ruolo dell'avvocato Barry Zuckerkorn. Nello stesso periodo prende parte anche alla sfortunata serie televisiva di breve vita Out of Practice - Medici senza speranza. Nel 2008, in occasione delle elezioni presidenziali statunitensi, partecipa al cortometraggio realizzato dall'amico Ron Howard a sostegno del candidato democratico Barack Obama
A partire dal 2003, insieme alla giornalista Lin Oliver, inizia a scrivere la fortunata serie di libri per ragazzi che ha per protagonista Hank Zipzer, un ragazzino di nove anni affetto da dislessia, come l'autore stesso. Nei romanzi, ispirati all'infanzia di Winkler, il personaggio di Hank si trova a combattere contro le difficoltà scolastiche facendo ricorso a stratagemmi frutto della sua grande creatività. Al primo volume della serie, Hank Zipzer e le cascate del Niagara, pubblicato nel mese di maggio 2013 dalla casa editrice uovonero e vincitore del Premio Asti d'Appello Junior 2015 e Il Premio Microeditoria di qualità 2015, seguono altri sette volumi: Hank Zipzer e la pagella nel tritacarne, Hank Zipzer e il giorno dell'iguana, Hank Zipzer e i calzini portafortuna, Hank Zipzer, una gita ingarbugliata, Hank Zipzer e il peperoncino killer, Hank Zipzer. Tiratemi fuori dalla quarta!, Hank Zipzer, Odio i corsi estivi. A partire dal 2015, vengono pubblicati quattro volumi della serie Vi presento Hank!, che raccontano le avventure del protagonista nei primi anni delle elementari. Da questa serie di libri verrà tratta una serie televisiva (alla quale partecipa lui stesso) chiamata Hank Zipzer - Fuori dalle righe.

## Vita privata
Dal 5 maggio 1978 è sposato con Stacey Weitzman; la coppia ha due figli, Zoe Emily (1980) e Max Daniel Winkler (1983). Winkler ha un figliastro, Jed, figlio che Stacey ha avuto dal precedente marito, l'avvocato Howard Weitzman. È il padrino di Bryce Dallas Howard, figlia di Ron Howard, suo grande amico.
È cugino del comico Richard Belzer.

## Filmografia

### Attore

#### Cinema
- Happy Days - La banda dei fiori di pesco (The Lords of Flatbush), regia di Martin Davidson e Stephen Verona (1974)
- Crazy Joe, regia di Carlo Lizzani (1974)
- Heroes, regia di Jeremy Kagan (1977)
- Un tipo straordinario (The One and Only), regia di Carl Reiner (1978)
- Night Shift - Turno di notte (Night Shift), regia di Ron Howard (1982)
- Scream, regia di Wes Craven (1996)
- Rischio d'impatto (Ground Control), regia di Richard Howard (1998)
- Waterboy (The Waterboy), regia di Frank Coraci (1998)
- P.U.N.K.S., regia di Sean McNamara (1999)
- Pazzo di te! (Down to You), regia di Kris Isacsson (2000)
- Little Nicky - Un diavolo a Manhattan (Little Nicky), regia di Steven Brill (2000)
- Holes - Buchi nel deserto (Holes), regia di Andrew Davis (2003)
- Berkeley, regia di Bobby Roth (2005)
- Cambia la tua vita con un click (Click), regia di Frank Coraci (2006)
- 2 Young 4 Me - Un fidanzato per mamma (I Could Never Be Your Woman), regia di Amy Heckerling (2007) - cameo
- Una magica estate (A Plumm Summer), regia di Caroline Zelder (2007)
- Zohan - Tutte le donne vengono al pettine (You Don't Mess with the Zohan), regia di Dennis Dugan (2008)
- Sex Therapy (Group sex), regia di Lawrence Trilling (2010)
- Colpi da maestro (Here Comes the Boom) regia di Frank Coraci (2012)
- Sandy Wexler, regia di Steven Brill (2017) - cameo
- The French Dispatch of the Liberty, Kansas Evening Sun, regia di Wes Anderson (2021)
- Black Adam, regia di Jaume Collet-Serra (2022) - cameo
- Sly, regia di Thom Zimny (2023)

#### Televisione
- Destini – serial TV (1972)
- Mary Tyler Moore (Mary Tyler Moore Show) – serie TV, episodio 4x10 (1973)
- The Bob Newhart Show – serie TV, episodio 2x19 (1974)
- Rhoda – serie TV, episodio 1x02 (1974)
- Happy Days – serie TV, 255 episodi (1974-1984)
- Laverne & Shirley – serie TV, 4 episodi (1976-1979)
- Mork & Mindy – serie TV, episodio 1x01 (1978)
- Jenny e Chachi (Joanie Loves Chachi) – serie TV, episodio 2x01 (1982)
- It's Garry Shandling's Show – serie TV, episodio 4x01 (1989)
- MacGyver – serie TV, episodio 6x07 (1990)
- Fiocchi di neve per Buddy (One Christmas), regia di Tony Bill – film TV (1994)
- Monty – serie TV, 13 episodi (1994)
- The Larry Sanders Show – serie TV, episodio 4x07 (1995)
- Un bambino in trappola (A Child Is Missing), regia di John Power – film TV (1995)
- Bad Generation - Scuola di sangue (Detention: The Siege at Johnson High), regia di Michael W. Watkins – film TV (1997)
- South Park – serie TV animata, episodio 2x07 (1998) (voce)
- So Weird - Storie incredibili (So Weird) – serie TV, episodio 2x07 (1999)
- I Simpson (The Simpsons) – serie TV animata, episodio 11x08 (1999) (voce)
- The Practice - Professione avvocati (The Practice) – serie TV, episodi 4x01-4x02-4x15 (1999-2000)
- The Drew Carey Show – serie TV, episodio 7x07 (2001)
- Law & Order - Unità vittime speciali (Law & Order: Special Victims Unit) – serie TV, episodio 3x20 (2002)
- Blue's Clues – serie TV, episodio 5x23 (2003)
- Arrested Development - Ti presento i miei (Arrested Development) – serie TV, 32 episodi (2003-2019)
- Squadra emergenza (Third Watch) – serie TV, episodi 5x19-5x20-5x21 (2004)
- Crossing Jordan – serie TV, episodi 4x21-5x01 (2005)
- Duck Dodgers – serie TV animata, episodio 3x07 (2005)
- Out of Practice - Medici senza speranza (Out of Practice) – serie TV, 21 episodi (2005-2006)
- Merry Christmas, Drake & Josh, regia di Michael Grossman – film TV (2008)
- Un ospite a sorpresa (The Most Wonderful Time of the Year), regia di Michael Scott – film TV (2008)
- Numb3rs – serie TV, episodi 5x04-5x22-6x10 (2008-2009)
- Childrens Hospital – serie TV, 58 episodi (2010-2016)
- Royal Pains – serie TV, 25 episodi (2010-2016)
- Newsreaders – serie TV, episodio 1x03 (2013)
- 1600 Penn – serie TV, episodio 1x10 (2013)
- Parks and Recreation – serie TV, 9 episodi (2013-2015)
- Hank Zipzer - Fuori dalle righe – serie TV, 32 episodi (2014-2016)
- Drunk History – serie TV, episodio 3x11 (2015)
- Funny or Die presenta: L'arte di fare affari di Donald Trump - Il film (Donald Trump's The Art of the Deal: The Movie), regia di Jeremy Konner – film TV (2016)
- New Girl – serie TV, episodio 5x02 (2016)
- Barry – serie TV, 32 episodi (2018-2023)
- Medical Police – serie TV, episodi 1x01-1x09 (2020)

### Regista
- Jenny e Chachi (Jenny Loves Chachi) – serie TV, 1 episodio (1982)
- Alla scoperta di papà (Memories of Me) (1988)
- Un piedipiatti e mezzo (Cop and ½) (1993)
- Sabrina, vita da strega (Sabrina, the Teenage Witch) – serie TV, 2 episodi (2000-2002)

### Produttore
- Piramide di paura (Young Sherlock Holmes), regia di Barry Levinson (1985)
- MacGyver (alcuni episodi)

## Opere letterarie
- Hank Zipzer e le cascate del Niagara (2013) - Primo volume della collana "Hank Zipzer il superdisastro" (con Lin Oliver)
- Hank Zipzer e la pagella nel tritacarne (2013) - Secondo volume della collana "Hank Zipzer il superdisastro" (con Lin Oliver)
- Hank Zipzer e il giorno dell'iguana (2014) - Terzo volume della collana "Hank Zipzer il superdisastro" (con Lin Oliver)
- Hank Zipzer e i calzini portafortuna (2014) - Quarto volume della collana "Hank Zipzer il superdisastro" (con Lin Oliver)
- Hank Zipzer, una gita ingarbugliata (2015) - Quinto volume della collana "Hank Zipzer il superdisastro" (con Lin Oliver)
- Hank Zipzer e il peperoncino killer (2015) - Sesto volume della collana "Hank Zipzer il superdisastro" (con Lin Oliver)
- Tiratemi fuori dalla quarta! (2016) - Settimo volume della collana "Hank Zipzer il superdisastro" (con Lin Oliver)
- Odio i corsi estivi (2017) - Terzo volume della collana "Hank Zipzer il superdisastro"" (con Lin Oliver)
- Un segnalibro in cerca d'autore (2015) - Primo volume della collana "Vi presento Hank" (con Lin Oliver)
- Breve storia di un lungo cane (2015) - Secondo volume della collana "Vi presento Hank" (con Lin Oliver)
- Fermate quella rana! (2016) - Terzo volume della collana "Vi presento Hank" (con Lin Oliver)
- Serpenti finti e strani maghi (2017) - Quarto volume della collana "Vi presento Hank" (con Lin Oliver)

## Riconoscimenti
- Hollywood Walk of Fame
  - Stella per il suo contributo all'industria televisiva, al 6233 Hollywood Blvd – (1981)
- Golden Globe
  - Miglior attore in una serie commedia o musicale, per Happy Days (1977)
  - Miglior attore in una serie commedia o musicale, per Happy Days (1978)
  - Candidatura per il miglior attore in un film drammatico, per Gli eroi (1978)
  - Candidatura per il miglior attore in un film commedia o musicale, per Night Shift - Turno di notte(1983)
  - Candidatura per il miglior attore non protagonista in una serie, per Barry (2019)
  - Candidatura per il miglior attore non protagonista in una serie, per Barry (2020)
  - Candidatura per il miglior attore non protagonista in una serie, per Barry (2023)
- Emmy Award
  - Candidatura per il miglior attore in una serie comica, per Happy Days (1976)
  - Candidatura per il miglior attore in una serie comica, per Happy Days (1977)
  - Candidatura per il miglior attore in una serie comica, per Happy Days (1978)
  - Candidatura per il miglior programma di informazione, per Who Are the DeBolts? (1979)
  - Candidatura per il miglior regista in un programma per bambini, per CBS Schoolbreak Special (1985)
  - Miglior programma per bambini, per CBS Schoolbreak Special (1985)
  - Candidatura per il miglior ospite speciale in una seria drammatica, per The Practice - Professione avvocati (2000)
  - Candidatura per il miglior ospite speciale in una seria comica, per Battery Park (2000)
  - Candidatura per il miglior Game Show, per Hollywood Squares (2003)
  - Candidatura per il miglior interpretazione in un cartone animato, per Un cucciolo di nome Clifford (2004)
  - Miglior interpretazione in un cartone animato, per Un cucciolo di nome Clifford (2005)
  - Miglior attore non protagonista in una serie comica, per Barry (2018)
  - Candidatura per il miglior attore non protagonista in una serie comica, per Barry (2019)
  - Candidatura per il miglior attore non protagonista in una serie comica, per Barry (2022)

### Altri riconoscimenti
Il 19 agosto 2008 la città di Milwaukee ha celebrato il personaggio di "Fonzie", e gli ha dedicato una statua in bronzo con le fattezze del protagonista del telefilm. Henry Winkler era presente alla cerimonia con tutta la sua famiglia "reale" e la sua famiglia "televisiva" di Happy Days.
Il 15 settembre 2011, in una cerimonia tenutasi presso l'ambasciata britannica a Washington, Winkler è stato insignito del titolo di ufficiale dell'Ordine dell'Impero Britannico (OBE) per i suoi meriti nel campo della ricerca contro la dislessia infantile.

## Doppiatori italiani
Nelle versioni in italiano delle opere in cui ha recitato, Henry Winkler è stato doppiato da:
- Antonio Colonnello in Happy Days - La banda dei fiori di pesco, Happy Days, Un bambino in trappola, Waterboy, P.U.N.K.S., Holes - Buchi nel deserto, Una settimana di delirio
- Ambrogio Colombo in Arrested Development - Ti presento i miei, 1600 Penn, The French Dispatch of the Liberty, Kansas Evening Sun, Medical Police
- Sergio Di Giulio in Scream, Numb3rs, Zohan - Tutte le donne vengono al pettine
- Gerolamo Alchieri in Parks and Recreation, New Girl
- Mario Cordova in Royal Pains, Barry
- Massimo Lopez in Night Shift - Turno di notte
- Giorgio Locuratolo in The Practice - Professione avvocati
- Massimo Corvo in Law & Order - Unità vittime speciali
- Oreste Rizzini in Squadra emergenza
- Alberto Angrisano in Happy Days[16]
- Nino Prester in Pazzo di te!
- Angelo Nicotra in Crossing Jordan
- Paolo Marchese in Out of Practice - Medici senza speranza
- Oreste Baldini in Cambia la tua vita con un click
- Teo Bellia in 2 Young 4 Me - Un fidanzato per mamma
- Diego Sabre in Merry Christmas, Drake & Josh
- Mario Scarabelli in Un ospite a sorpresa
- Massimo Gentile in Group Sex
- Lucio Saccone in Colpi da maestro
- Giorgio Bonino in Hank Zipzer - Fuori dalle righe
- Luciano Roffi in Sandy Wexler
- Michele Gammino in Black Adam
- Luca Dal Fabbro in Sly

Da doppiatore è sostituito da:
- Rodolfo Bianchi in Fonzie e la Happy Days gang
- Bruno Conti ne I Simpson
- Ambrogio Colombo in King of the Hill
- Luigi Ferraro in Un cucciolo di nome Clifford
- Oliviero Dinelli in Duck Dodgers
- Sergio Di Giulio in BoJack Horseman
- Carlo Valli in Monsters & Co. La serie - Lavori in corso!